# Grupo Estadounidense para el Estudio de la Política del Songun
El Grupo Estadounidense para el Estudio de la Política del Songun (U.S. Group for the Study of Songun Politics) fue un Think Tank estadounidense para el estudio de las políticas norcoreanas del Songun. Esta fue fundada en el año 2003 por John Paul Cupp presidente del "Todos los antiimperialistas que desean construir solidaridad con la RPDC" (All Anti-Imperialists Wishing to Build Solidarity with the DPRK)  y Travis Dandy, quien fue elegido Secretario General de la organización.
Esta organización estaba compuesta principalmente por supremacistas blancos, neonazis, straseristas, satanistas, negacionistas del Holocausto, personas acusadas de terrorismo casero en Estados Unidos.